# Onomichi
Onomichi (jap. 尾道市, -shi) ist eine Großstadt in der Präfektur Hiroshima in Japan.

## Geographie
Onomichi liegt östlich von Hiroshima und westlich von Fukuyama an der Seto-Inlandsee.

## Geschichte
Die Stadt Onomichi wurde 1898 gegründet.

## Sehenswürdigkeiten
- Jōdo-ji
- Senkō-ji (千光寺)

## Städtepartnerschaften
- Honfleur
- Chongqing

## Verkehr
Onomichi liegt an der San’yō-Autobahn und der Nishiseto-Autobahn. Außerdem liegt die Stadt an der Nationalstraße 2 nach Osaka und Kitakyūshū und den Nationalstraßen 184, 317 und 486. Die Onomichi-Brücke und die parallele, zur Nishiseto-Autobahn gehörende Shin-Onomichi-Brücke verbinden den Zentralbereich des Ortes mit der vorgelagerten Insel Mukaijima. Der Bahnhof Shin-Onomichi liegt an der Linie des JR West San’yō-Shinkansen nach Tokio und Hakata und an der JR San’yō-Hauptlinie nach Kōbe und Kitakyūshū.

## Söhne und Töchter der Stadt
- Fukuhara Gogaku (1730–1799), Maler
- Gen’ichirō Takahashi (* 1951), Schriftsteller
- Motoi Yamamoto (* 1966), Künstler
- Hideto Tanihara (* 1978), Profigolfer
- Kaiji Kawaguchi (* 1948), Mangaka

## Angrenzende Städte und Gemeinden
Onomichi grenzt an Fukuyama, Mihara und Fuchū.